# Anyue

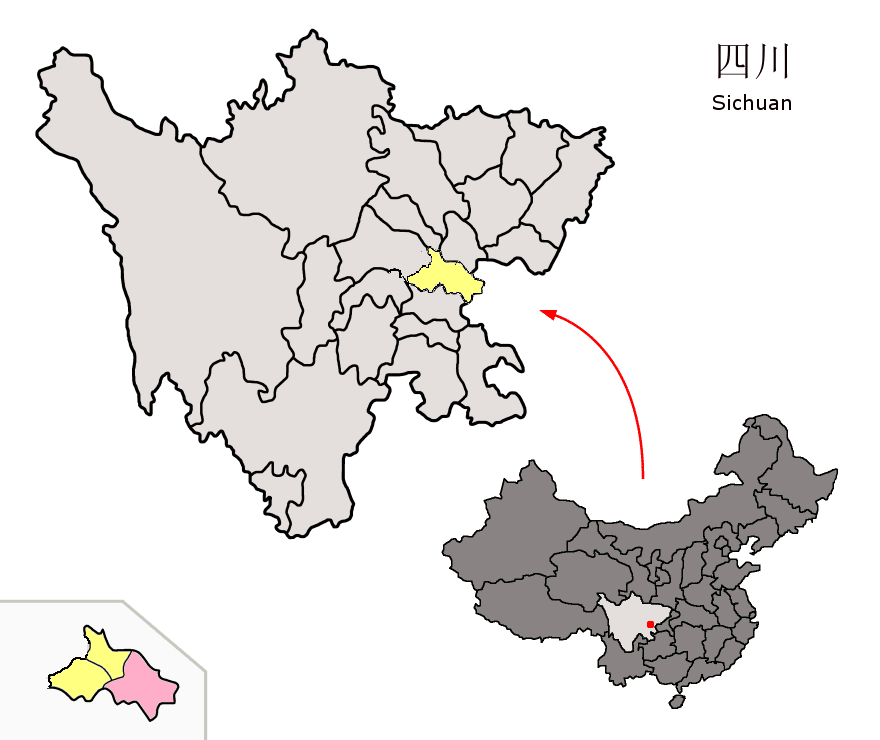
Lage des Kreises Anyue (rosa) in der bezirksfreien Stadt Ziyang (gelb).

Anyue (chinesisch 安岳縣 / 安岳县, Pinyin Ānyuè Xiàn) ist ein Kreis der bezirksfreien Stadt Ziyang der chinesischen Provinz Sichuan. Die Fläche beträgt 2.644 Quadratkilometer und die Einwohnerzahl 950.939 (Stand: Zensus 2020). 1999 zählte Anyue 1.528.158 Einwohner.
Die Anyue-Grotten (Ānyuè shíkū 安岳石窟), die Skulpturen der Vairocana-Grotte (Piludong) (Pí lú dòng shíkè zàoxiàng 毗卢洞石刻造像) sowie der Mumen-Tempel (Mumen si 木门寺) stehen auf der Liste der Denkmäler der Volksrepublik China (Sichuan).